# Внешняя торговля Грузии

Динамика внешней торговли Грузии в 2004—2009 годах, в млн долларов США

Внешняя торговля Грузии характеризуется отрицательным торговым балансом, импорт в несколько раз превышает экспорт.

## История
До распада СССР оборот внешней торговли Грузии превышал произведённый экономический продукт. Основу грузинского экспорта составляли пищевые продукты и сельскохозяйственная продукция, основу импорта — энергетические ресурсы и потребительские товары.
После российского экономического кризиса 1998 года грузинский экспорт в Россию значительно сократился, что привело к снижению темпов роста экономики Грузии до нескольких процентов в год.

### 2008 год
Основные статьи экспорта в 2008 году:
- ферросплавы — 17,9 %
- металлолом чёрных металлов — 8,6 %
- медная руда и концентраты — 7,9 %
- легковые автомобили (реэкспорт)[5] — 7,6 %
- удобрения — 7,1 %
- необработанное золото — 6,7 %
- цемент — 5,4 %
- спирт — 3,9 %
- вино — 2,5 %

Основные покупатели в 2008 году: Турция (17,6 %), Азербайджан (13,7 %), Украина (9 %), Канада (8,8 %), Армения (8,2 %), Болгария (7,2 %), США (6,8 %).
Основные поставщики в 2008 году: Турция (14,9 %), Украина (10,4 %), Азербайджан (9,6 %), Германия (7,9 %), Россия (6,8 %), США (5,7 %), Китай (4,7 %), ОАЭ (4,4 %).

## Товары и услуги
Основные статьи экспорта в 2009 году:
- ферросплавы — 11,5 %
- необработанное золото — 10,3 %
- легковые автомобили (реэкспорт)[8][9] — 6,9 %
- орехи — 6,2 %
- металлолом чёрных металлов — 5,6 %
- медная руда и концентраты — 5,5 %
- удобрения — 5,3 %
- спирт — 4,8 %
- вино — 2,8 %

Основные статьи импорта: топливо, транспортные средства, оборудование, зерно и других пищевые продукты, фармацевтические препараты.

### Металлургическая продукция
Продукция горно-обогатительного комбината «Маднеули», осуществляющего добычу полиметаллических руд с Маднеульского месторождения и производящего золото-медный концентрат, составляет значительную часть экспорта Грузии.
В 2008 году Грузия экспортировала необработанное золото на $100,1 млн, в 2009 году — на $116,2 млн.
В 2008 году Грузия экспортировала металлолом чёрных металлов на $128,5 млн, в 2009 году — на $63,6 млн.
В 2008 году Грузия экспортировала медные руды и концентраты на $118,3 млн, в 2009 году — на $61,9 млн.

#### Ферросплавы
Ферросплавы являются главным товаром грузинского экспорта, в настоящий момент их доля в экспорте — около 17 %.
Зестафонский завод ферросплавов, основной производитель ферросплавов в Грузии, является крупнейшим грузинским экспортёром.
В 2007 году Грузия экспортировала 135,1 тыс. тонн ферросплавов на $159,6 млн, в 2008 году — 126,7 тыс. тонн на $267,2 млн, в 2009 году — 145,6 тыс. тонн на сумму $130,1 млн.
В 2007 году большая часть экспортируемых Грузией ферросплавов поставлялась в США, в 2008 году — в США и Турцию, в 2009 году — в Турцию.

### Пищевая продукция
20 декабря 2005 года российские власти запретили импорт в Россию из Грузии продукции растениеводства, мотивировав своё решение тем, что грузинская сторона неоднократно нарушала международные и российские требования при оформлении сопроводительных фитосанитарных сертификатов на груз.
В 2008 году Грузия экспортировала орехов на $31,7 млн, в 2009 году — на $70,0 млн.
В 2008 году Грузия экспортировала спирт на $59,0 млн, в 2009 году — на $54,0 млн.

#### Вина
По данным на начало 2006 года, в Россию направлялось около 80 % грузинского экспорта вин.
С 27 марта 2006 года российские власти ввели полный запрет на поставки и продажу в России вина и виноматериалов из Грузии, мотивировав этот шаг несоответствием значительной их части санитарным нормам. Руководство Грузии признало наличие большой массы подделок на рынке грузинского вина и возбудило уголовные дела против руководства ряда винных заводов. Согласно опросу ВЦИОМ, 71 % населения России поддержали ограничения, введённые в отношении грузинских вин.
В связи с запретом на ввоз грузинских вин в Россию президент Грузии Михаил Саакашвили поручил министру обороны Ираклию Окруашвили возглавить попытки продвижения грузинских вин на других рынках.
В 2007 году Грузия экспортировала виноградные вина на $29,2 млн, в 2008 году — на $36,9 млн, в 2009 году — на $32,0 млн.

#### Минеральные воды
В середине 2006 года российские власти запретили ввоз на территорию России грузинской минеральной воды «Боржоми» и «Набеглави» как не отвечающей российским требованиям по качеству.
В 2008 году Грузия экспортировала минеральную и простую воду на $31,0 млн, в 2009 году — на $24,7 млн.

### Продукция ТЭКа
Грузия импортирует почти 100 % потребляемых нефтепродуктов, 80-90 % этого импорта приходится на Азербайджан.
В декабре 2006 года президент Грузии Михаил Саакашвили заявил, что основным поставщиком природного газа в Грузию будет Азербайджан По итогам 2007 года, Россия поставила Грузии 1,15 млрд кубометров природного газа (66 % потребления Грузии), Азербайджан — 550 млн кубометров.

#### Электроэнергия
Грузия экспортирует и импортирует электроэнергию. Между Россией и Грузией подписано соглашение о взаимном обмене электроэнергией, согласно которому в осенне-зимний период Грузия получает энергию из России, а весной и летом возвращает потреблённый объём.
В 2005 году импорт электроэнергии из России составил 1,2 млрд кВт*ч. Экспорт электроэнергии за 2007 год составил 628 млн кВт*ч, импорт — 430 млн кВт*ч.
С середины ноября 2008 по февраль 2009 года Грузия импортировала электроэнергию из России. В феврале 2009 года благодаря поднятию уровня водохранилищ в Грузии импорт электроэнергии был прекращён и начат её экспорт в Россию. По данным 16 февраля 2009 года, из Грузии в Россию экспортировалось 2,41 млн кВт·ч электроэнергии. В мае 2009 года был начат экспорт электроэнергии из Грузии в Турцию. В конце лета 2009 экспорт электроэнергии был прекращён в Россию, а в начале сентября — и в Турцию.
По итогам 2008 года, из Грузии было экспортировано 680 млн кВт*ч электроэнергии (в том числе 216 млн кВт*ч в Турцию), импортировано 758 млн кВт*ч (в том числе 669 млн кВт*ч из России). По итогам 2009 года, из Грузии было экспортировано 579 млн кВт*ч электроэнергии (в том числе 182 млн кВт*ч в Турцию), импортировано 379 млн кВт*ч (в том числе 348 млн кВт*ч из России).

### Автомобили
Экспорт автомобилей из Грузии в основном является реэкспортом, то есть экспортом ранее импортированных в Грузию автомобилей.
В 2007 году из Грузии было экспортировано 4,1 тыс. легковых автомобилей на $70,2 млн, в 2008 году — 5,2 тыс. на $113,3 млн, в 2009 году — 3,2 тыс. на $78,5 млн.
В 2008 году в Грузию было импортировано легковых автомобилей на $706,8 млн, в 2009 году — 37,8 тыс. легковых автомобилей на $254,7 млн.
В 2007—2009 годах более 70 % экспортируемых из Грузии легковых автомобилей поставлялось в Азербайджан и Армению.

### Азотные удобрения
В 2008 году Грузия экспортировала азотные удобрения на $105,5 млн, в 2009 году — на $60,2 млн.

### Цемент
В 2007 году объём экспорта цемента составил $64 млн против $28,8 млн в 2006 году. В 2009 году Грузия экспортировала 279 тыс. тонн цемента на сумму $22,4 млн.

### Пшеница и меслин
Большая часть импортируемой пшеницы и меслина поставляется из России.

## Торговые партнёры
Основные покупатели в 2009 году: Турция (20,0 %), Азербайджан (14,7 %), Канада (10,4 %), Армения (7,9 %), Болгария (7,3 %), Украина (7,4 %), США (3,3 %).
Основные поставщики в 2009 году: Турция (18,0 %), Украина (9,6 %), Азербайджан (8,6 %), Германия (6,9 %),  США (5,1 %), Китай (4,0 %), Болгария (3,5 %).
За период январь — ноябрь 2022 года основными торговыми партнёрами Грузии являлись Турция (2,5 млрд долл.), Россия (2,2 млрд долл.), Китай (1,6 млрд долл.), Азербайджан (1,1 млрд долл.).

### Израиль
| Год  | Экспорт из Грузии в Израиль, $тыс | Импорт из Израиля в Грузию, $тыс |
| 2000 | 530,1                             | 2038,8                           |
| 2001 | 537,7                             | 802,8                            |
| 2002 | 778,4                             | 1295,9                           |
| 2003 | 957,4                             | 1747,7                           |
| 2004 | 1449,9                            | 4922,8                           |
| 2005 | 1011,0                            | 9659,4                           |
| 2006 | 2337,2                            | 22 311,6                         |
| 2007 | 13715,0                           | 37 730,9                         |
| 2008 | 2378                              | 41 517                           |
| 2009 | 1635                              | 69 893                           |